# Jolly Roger
 Ikke at forveksle med Jolly Roger (film).
Jolly Roger eller sørøverflaget er det mest berømte symbol for de europæiske og amerikanske sørøvere. Sørøverne anvendte flaget som signalflag for at sætte en skræk i livet hos ofrene.
Navnets etymologi er uklar. En teori er at betegnelsen stammer fra fransk jolie rouge (= "smukke røde", anglificeret til "Jolly Roger"), som den franske tempelorden kaldte det røde flag på sine krigsskibe. Et rødt flag på rådhuset i Paris i det 18. århundrede betød militær undtagelsestilstand. Ewald skriver i Kong Christian stod ved højen Mast, at Niels Juel hejsede det røde flag som signal til kamp. 
I begyndelsen var dødningehovedet et kristent symbol, baseret på, at Jesu kors hvilede på Adams hovedskalle og ben på Golgata. Det er kendt som gravmærke allerede i katakomberne og senere i middelalderen.  Sørøverflag var som regel sorte eller røde med et eller andet dødssymbol i midten. Flag med kirkeligt symbol blev først brugt af sørøveren Emanuel Wynn  omkring år 1700. På det flag var der også et timeglas. Den katolske kirke ville naturligt nok ikke forbindes med pirater, og forbød derefter al brug af symbolet.  Senere har symbolet tjent som en advarsel om gift.
Symbolets betydning for tempelordenen er ukendt. Myten vil have det til, at en tempelridder afbildet på sin kiste med benene krydset ved anklen, betød, at han havde deltaget på ét korstog; mens korslagte ben ved knæene, betød deltagelse i to korstog; og ved korslagte ben ved lårene, var tallet tre.  Imidlertid var det simpelthen tidens stil fra 1200-tallet af at gengive folk med korslagte ben. 
Det mest velkendte Jolly Rogerflag tilhørte kaptajn Edward Englands besætning (et kranium med to korslagte knogler på sort baggrund, som afbildet). Andre piratbesætninger havde deres egne flag – sorte og røde – som var mindst lige så frygtede. Edward Englands Jolly Roger blev det typiske sørøverflag, ikke mindst kendt fra hollywoodfilm.